# Taiho jutsu
El 'taiho-jutsu (en japonés 逮捕 術, «técnicas de arresto») es una combinación de distintas artes marciales. Originado a finales del siglo XIX, tomó forma realmente a partir de 1947.
Es el arte marcial utilizado en la actualidad por las fuerzas policiales de Japón.